# Regina Spektor
 (décembre 2022).
Si vous disposez d'ouvrages ou d'articles de référence ou si vous connaissez des sites web de qualité traitant du thème abordé ici, merci de compléter l'article en donnant les références utiles à sa vérifiabilité et en les liant à la section « Notes et références ».
Pour l’article ayant un titre homophone, voir Spector.
Pour les articles homonymes, voir Spektor.

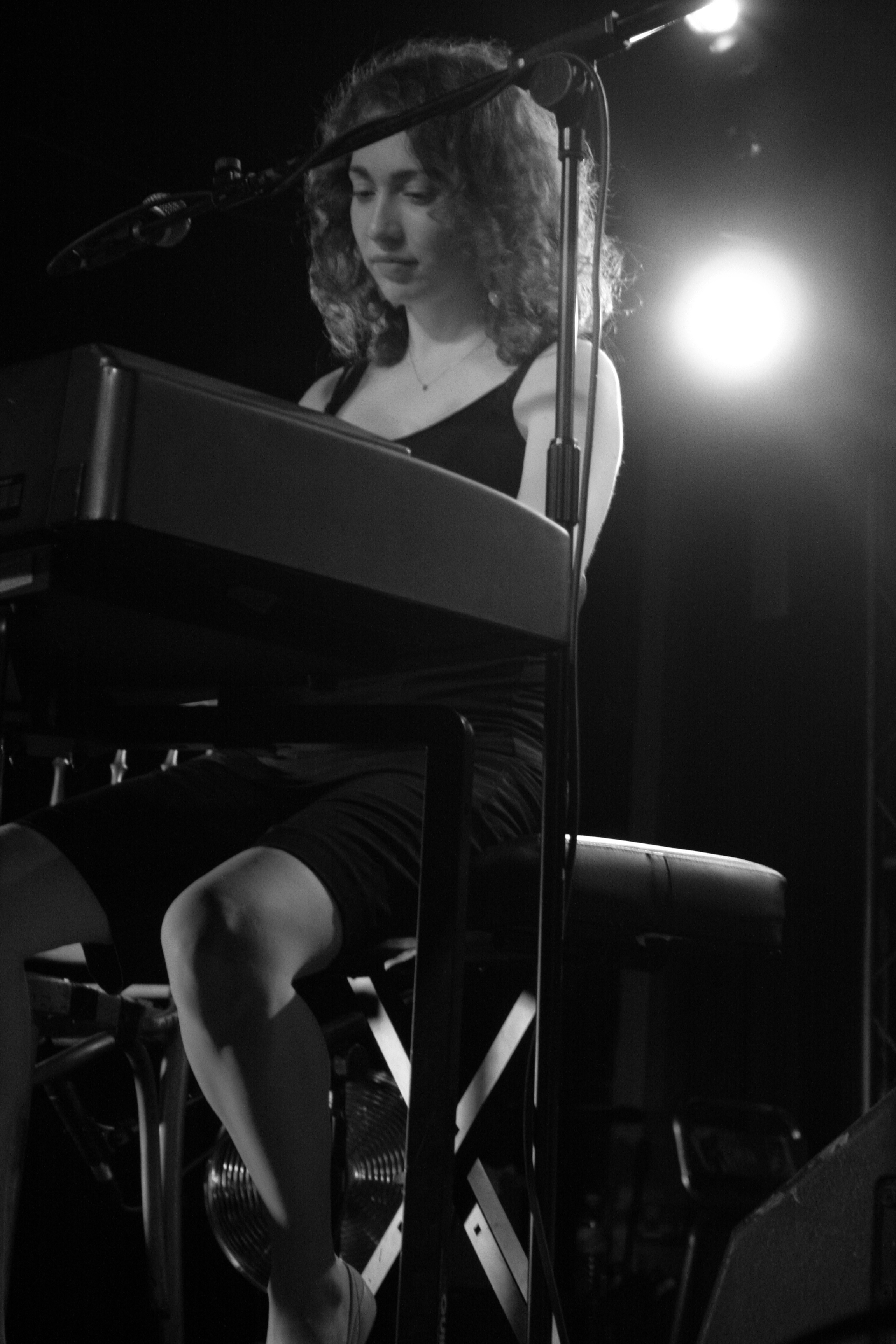
Regina Spektor (2006)

Regina Spektor (russe : Реги́нa Спе́ктор) est une musicienne américaine d’origine russe qui est chanteuse, compositrice et pianiste. Sa musique est habituellement associée à la scène anti-folk.

## Jeunes années
Née à Moscou (URSS) le 18 février 1980 d'un père photographe et d'une mère professeur de musique, Regina Ilyinitchna Spektor (russe : Реги́нa Ильи́нична Спе́ктор) baigne dans la musique classique depuis sa plus tendre enfance. À sept ans, Regina Spektor commence à prendre des cours de piano classique et s'entraîne sur un piano droit Petrof, donné par son grand-père,. Elle grandit bercée par la musique classique et des chanteurs russes comme Vladimir Vyssotski et Boulat Okoudjava, dont les textes et la musique sont emblématiques en Russie.  Son père, qui met la main sur les enregistrements de chanteurs d'Europe occidentale par le biais d'amis, lui fait découvrir la musique des Beatles, de Queen et des Moody Blues.
En 1989, la famille quitte l'Union soviétique à la suite de la perestroïka : Regina n'a alors que 9 ans et demi. Elle n'a pas d'autre choix que de laisser son piano en Russie, un véritable déchirement pour elle. Son talent et le sérieux de ses études de piano ont même failli remettre en cause le départ de la famille, mais ils prennent la décision de partir en raison de la discrimination politique, raciale et ethnique contre les juifs en URSS.
Après avoir vécu en Autriche puis en Italie, les Spektor sont admis aux États-Unis en tant que réfugiés. Ils s'installent alors dans le Bronx (New York). Sans son piano, Regina Spektor continue à s'entraîner sur n'importe quel support, des tables et d'autres surfaces dures jusqu'à ce qu'elle trouve un piano à jouer dans le sous-sol de sa synagogue. À New York, Regina Spektor continue à étudier le piano classique avec Sonia Vargas, une professeure à la Manhattan School of Music, jusqu'à l'âge de 17 ans ; le père de Spektor avait rencontré Vargas par l'intermédiaire du mari de cette dernière, le violoniste Samuel Marder.

## Début de carrière
En début de carrière, Regina Spektor fait la tournée des bars aux États-Unis et en Europe. Elle se produit alors une cinquantaine de fois dans un café parisien, avouant n’avoir pour seul véritable public que ses amis venus la soutenir. Elle est également à l’affiche du Café de la danse durant cette même période.
En proie à des difficultés financières, elle confie avoir cumulé de multiples « petits boulots », notamment celui de chasseur de papillons. Rémunérée dix dollars de l’heure, elle assure n’avoir jamais fait quelque chose d’aussi étrange dans sa vie.

## Premiers albums
En 2003, elle assure la première partie des Kings of Leon sur leur tournée européenne, et surtout des Strokes aux États-Unis, jouant devant des milliers de spectateurs chaque soir. Elle enregistre également un duo avec eux, Modern Girls and Old Fashioned Men, disponible sur leur single Reptilia.
En 2005, elle sort son troisième album intitulé Soviet Kitsch. Enregistré entre New York et Londres, il a été coproduit par Gordon Raphael (producteur également des Strokes) et Alan Bezozi.

## Maturité

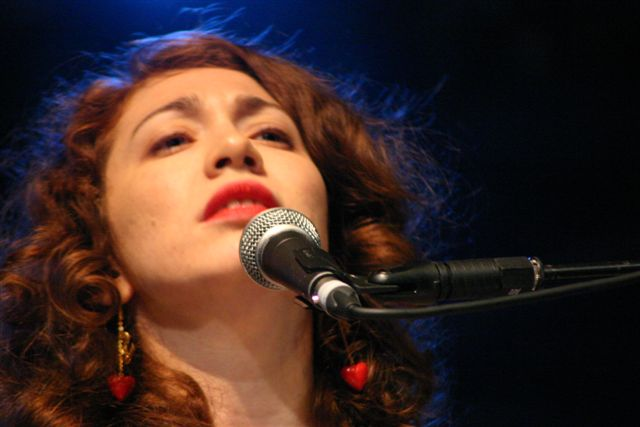
Regina Spektor.

Son quatrième album Begin To Hope sort le 13 juin 2006 en Europe. Fin mars 2007, les ventes de l’album dépassent les 300 000 exemplaires sur le seul territoire américain.
Elle participe également au CD venant en aide au Darfour Make Some Noise, elle y chante un titre de John Lennon.
La chanson Après moi (de l’album Begin To Hope) fait partie de la track-list de l’album de reprises de Peter Gabriel Scratch my Back sorti le 15 février 2010. En retour, elle reprend Blood of Eden sur l'album « retour » And I'll Scratch Yours.
Lors de sa tournée européenne de 2010, elle enregistre à Londres l'album Live in London.
En 2012, elle sort le single All the rowboats le 28 février suivi de l'album What We Saw from the Cheap Seats trois mois plus tard, le 29 mai. En avril/mai, elle se produit sur scène lors d'une tournée nord-américaine et enchaîne en été sur une nouvelle tournée européenne pour la promotion de ce nouvel album.

## Influences
Regina Spektor déclare que les disques qui l'ont le plus marquée sont ceux de "groupes dont la musique est vraiment engagée". Elle cite les Beatles, Bob Dylan, Nirvana, Madonna, Eminem, Kate Bush, Rufus Wainwright, David Bowie, les Ramones, Patti Smith, Billie Holiday, Radiohead, Tom Waits et Frédéric Chopin comme influences principales.

## Discographie

### Utilisation de ses chansons au cinéma et à la télévision
Sauf indication contraire, les informations mentionnées dans cette section peuvent être confirmées par le générique de fin de l'œuvre audiovisuelle présentée ici, ainsi que par la base de données cinématographiques IMDb,  présente dans la section « Liens externes ».
Plusieurs titres de Regina Spektor sont inclus dans les bandes originales et parmi les musiques additionnelles d’œuvres audiovisuelles.
- Hotel Song est utilisée dans le film Petits meurtres à l'anglaise de Jonathan Lynn.
- The Call est utilisée comme générique de fin dans Le Monde de Narnia : Le Prince Caspian. Elle a été composée spécialement pour l'occasion[réf. nécessaire].
- Ses chansons Us et Hero sont dans (500) jours ensemble de Marc Webb.
- Hero est utilisée dans le film Let's Dance de Ladislas Chollat.
- The Ghost of Corporate Future est utilisée au début et à la fin de l’épisode 10 de la deuxième saison de Weeds.
- La chanson Better peut être entendue dans l’épisode 6 de la saison 4 de How I Met Your Mother, mais aussi dans la bande originale du film Ma vie pour la tienne (titre original My sister's keeper).
- On peut entendre sa chanson Fidelity dans le générique de fin du film Love, et autres drogues, à la fin de l'épisode 3 de la troisième saison de Veronica Mars et également dans un épisode de la saison 2 de Grey's Anatomy.
- On peut aussi entendre sa chanson On The Radio dans les films Sortilège, ainsi que dans les films Bouquet final et Et soudain, tout le monde me manque.
- La chanson Eet est entendue dans 90210.
- La chanson All the Rowboats fait partie des chansons entendues dans l'épisode 18 de la première saison de Ringer.
- La chanson Human of the Year est entendue à la fin de l'épisode pilote de la saison 1 de Enlightened.
- La chanson Don't Leave Me (Ne Me Quitte Pas) est entendue en intégralité à la clôture de l'épisode 8 de la huitième saison de Weeds.
- La chanson You've Got Time est utilisée en tant que musique de générique de la série Orange Is the New Black.
- La chanson My Man (chanson des années 1920) est reprise par Regina Spektor dans le générique de fin de l'épisode 3, saison 2 de Boardwalk Empire.
- La chanson Laughing with est utilisée dans l'épisode 5, saison 2 de la série The Leftovers.
- La chanson Your Honor est utilisée dans l'épisode 1, saison 2 de la série Girls.
- La chanson Lady est entendue à la fin du documentaire En bataille diffusé sur Arte en juin 2016.
- La chanson While My Guitar Gently Weeps des Beatles est reprise par Regina Spektor dans le générique de fin de Kubo et l'Armure magique.